# Supply Reef
Supply Reef è il nome dato a una scogliera circolare sommersa di origine vulcanica, situata nell'Oceano Pacifico e facente parte dell'arco insulare delle Isole Marianne Settentrionali (territorio sotto il controllo degli Stati Uniti d'America).
Il Supply Reef è posizionato circa 10 km a nordovest delle Isole Maug, che rappresentano la punta emersa di un vulcano sottomarino collegato al Supply Reef da una sella situata a circa 1800 metri di profondità.
La scogliera sommersa ha una forma conica con un diametro di circa 100 m e la sua sommità arriva fino a circa 8 metri al di sotto della superficie del mare. Mostra segni di frequente attività vulcanica sottomarina; nel 1989 i sonar hanno registrato numerosi segnali attribuibili a eruzioni sottomarine e provenienti da punti posizionati a distanze comprese tra 15 e 25 km a nordovest.